# Biserica Ortodoxă Rusă

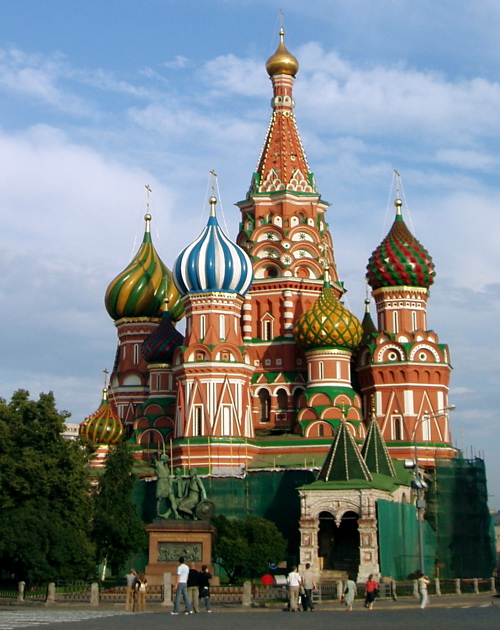
Catedrala "Sfântul Vasile", una dintre cele mai cunoscute biserici ortodoxe ruse din Moscova.

Biserica Ortodoxă Rusă (Русская православная церковь) este corpul creștinilor aflați sub autoritatea Patriarhiei Moscovei, care este în comuniune cu ceilalți patriarhi ai bisericilor ortodoxe. 
Biserica Ortodoxă Rusă din exil a reintrat în comuniune deplină cu Patriarhia Moscovei, cu statut semi-autonom, în data de 17 mai 2007, când s-a semnat actul de comuniune canonică de către reprezentanții celor două Biserici, patriarhul Alexei al II-lea și mitropolitul Laurus.
Din 2009, funcția de întâistătător al Bisericii Ortodoxe Ruse este deținută de patriarhul Chiril al Moscovei.

## Istoric
Biserica Ortodoxă Rusă își are originile în Botezul din Kiev din 988, când prințul Vladimir I a adoptat, în mod oficial, religia Imperiului Bizantin ca religie de stat a Rusiei Kievene. Datorită acestui fapt, Biserica Ortodoxă Rusă și-a sărbătorit în 1988 aniversarea a o mie de ani de existență. Biserica Ortodoxă Rusă își revendică succesiunea apostolică prin patriarhul de Constantinopol.
Întreaga Biserică Ortodoxă Rusă a fost, la început, sub ascultarea canonică a Patriarhiei de Constantinopol, patriarhul constantinopolitan numind mitropolitul din fruntea Bisericii Rusiei Kievene. Mitropolia s-a mutat din Kiev la Suzdal și mai apoi la Vladimir, apoi, în 1326, la Moscova, după devastarea Kievului în timpul năvălirilor tătare.
În 1439, la Conciliul de la Florența, la o întâlnire a conducătorilor bisericilor ortodoxă și catolică, s-a căzut de acord asupra condițiilor reunificării celor două ramuri ale creștinismului. Ortodocșii ruși, însă, nu au fost de acord cu concesiile făcute catolicilor, iar mitropolitul unionist Isidor al Kievului a fost destituit din funcție. Biserica Ortodoxă Rusă a rămas independentă față de Scaunul Romei.
În 1448 Biserica Ortodoxă Rusă a devenit independentă și față de Patriarhia de Constantinopol. Mitropolitul Iona, instalat în funcție de Consiliul Episcopilor Ruși în 1448, a fost învestit cu titlul de mitropolit al Moscovei și al tuturor rușilor. Acest lucru s-a întâmplat cu cinci ani înainte de Căderea Constantinopolului din 1453.
În 1589 mitropolitul Moscovei a devenit primul patriarh al Moscovei și al tuturor rușilor, făcând astfel Biserica Ortodoxă Rusă autocefală. Celelalte patriarhii ortodoxe (Antiohia, Alexandria, Ierusalim și Constantinopol) i-au recunoscut Moscovei dreptul de a exista de sine-stătător ca a cincea biserică-soră.
În 1652 patriarhul Nikon a încercat să centralizeze puterea care era distribuită local și, în același timp, să armonizeze riturile ortodoxe ruse cu cele ale bisericii grecești. De exemplu, el a insistat ca rușii să-și facă semnul crucii cu trei degete, nu cu două, așa cum era tradițional. Această reformă a adus mari nemulțumiri în păturile largi ale populației, care au considerat schimbările drept erezii și un pretext pentru Nikon de a uzurpa puterea. Acest grup contestatar a devenit cunoscut sub numele de Rascolnici (sau Vechi-Credincioși), ei respingând învățăturile noului patriarh. Țarul Alexei I (care, de asemenea, încerca să centralizeze puterea), a sprijinit schimbările lui Nikon, iar credincioșii de rit vechi au fost persecutați până când pe tron s-a urcat Petru cel Mare, care a fost de acord să-i lase să-și practice religia ortodoxă conform vechilor canoane.
La sfârșitul secolului al XVII-lea și la începutul secolului al XVIII-lea, Biserica Ortodoxă Rusă s-a bucurat de o mare expansiune. În 1688 Mitropolia Kievului a fost transferată de sub jurisdicția Constantinopolului sub aceea a Moscovei, aducând milioane de noi credincioși și șase dioceze sub controlul general al Patriarhiei Ruse. În următoarele două secole, eforturile misionarilor ruși s-au întins de-a lungul Siberiei până în Alaska și mai apoi în Statele Unite.
În anul 1922 autoritățile comuniste l-au arestat și destituit pe patriarhul Tihon al Moscovei. Acesta a fost eliberat în 1923 și a murit în 1925, probabil otrăvit.

## Starea bisericii în prezent
Astăzi Biserica Ortodoxă Rusă este biserica ortodoxă cu cel mai mare număr de credincioși. Peste 90% dintre etnicii ruși se declară creștini ortodocși. Numărul de oameni care participă în mod regulat la slujbe este mult mai redus, dar crește în fiecare an. Biserica Ortodoxă Rusă are peste 23.000 de parohii, 377 episcopi, 635 mănăstiri, 102 școli bisericești, în primul rând, pe teritoriul fostei Uniuni Sovietice, deși există un mic număr de parohii și în alte țări. Până la Revoluția rusă, Biserica Ortodoxă Rusă era cel mai mare proprietar de pământ, (aproximativ 49,000 km²). O bună parte a acestor terenuri au fost retrocedate Bisericii până în 2004.
Începând din 2002 au existat fricțiuni între Biserica Ortodoxă Rusă și Sfântul Scaun. Patriarhul Alexei al II-lea a condamnat crearea de către Vatican a unei dioceze catolice pentru teritoriul Rusiei. Această acțiune a fost văzută de Patriarhia Moscovei drept tentativă de prozelitism într-o țară majoritar ortodoxă. Biserica Romano-Catolică fiind una din bisericile creștine egale cu Biserica Ortodoxă Rusă, nu se cuvine să încalce teritoriul canonic al unei biserici surori. Biserica Romano-Catolică, pe de altă parte, recunoscând întâietatea Bisericii Ortodoxe Ruse în Rusia, apreciază că minoritatea catolică de acolo, alcătuită în principal din germani și polonezi, cu o existență neîntreruptă din secolul al XVIII-lea, are dreptul să fie păstorită de o ierarhie bisericească proprie.
În anul 2007 Biserica Ortodoxă Rusă s-a retras din Comisia Mixtă de Dialog Teologic Catolic-Ortodox, însă nu din cauza unor divergențe teologice cu partea catolică, ci din cauza prezenței a doi reprezentanți ai Bisericii Ortodoxe Estoniene, nerecunoscută de Patriarhia Moscovei, în delegația ortodoxă a Patriarhiei de Constantinopol.
Problema proliferării altor confesiuni creștine în Rusia este sensibilă pentru Biserica Ortodoxă Rusă, ieșită ea însăși din epoca persecuțiilor antireligioase sovietice. Constituirea unor structuri catolice sau protestante în Rusia au fost percepute ca o concurență neloială făcută Bisericii Ruse, după 70 de ani de represiune comunistă. Pe de altă parte, mișcările religioase mai mici (în mod particular baptiștii ca și membrii altor culte protestante, aduse în Rusia de misionari occidentali în ultimul deceniu) simt că statul acordă un suport inechitabil unei religii și reprimă altele. Într-adevăr, conform prevederilor Legii libertății de conștiință și de asociere religioasă din 1997, acele organizații religioase care nu pot aduce dovezi oficiale ale existenței lor pentru ultimii 15 ani, suportă limitări semnificative ale drepturilor lor de a face prozelitism. Legea a fost dată pentru a combate în mod oficial cultele „distructive”. Legea este astfel formulată încât orice organizație religioasă, indiferent cât de veche ar fi, care nu poate aduce documente privind funcționarea ei pe teritoriul Uniunii Sovietice mai înainte de căderea comunismului, este în mod automat considerată „distructivă”. Ca o consecință, legea dă drepturi depline numai unui număr restrâns de religii de "prim rang", așa cum este Biserica Ortodoxă Rusă, islamul, budismul și iudaismul. Se așteaptă ca această situație să se normalizeze după terminarea perioadei de 15 ani de la căderea comunismului.
Mai este ceva care face ca guvernul să favorizeze biserica ortodoxă, datorită rădăcinilor culturale adânci. Este un lucru obișnuit pentru președintele Rusiei să se întâlnească cu patriarhul cu ocazia sărbătorilor religioase importante, precum Paștele. Întâlnirile cu șefii religioși budiști sau musulmani sunt mai rare. Confesiunile protestante nu se bucură de nici o recunoaștere guvernamentală.
În anul 2007 Patriarhia Moscovei și Biserica Ortodoxă Rusă din afara Rusiei s-au reconciliat. Bisericii Ortodoxe Ruse din afara Rusiei, formată de comunitățile rușilor emigranți care au refuzat să recunoască autoritatea Bisericii Ruse dominate de comuniști, aflată până în 2007 sub ascultarea canonică a Patriarhiei de Constantinopol, i-a fost recunoscută autonomia. Sediul bisericii respective se află la New York.
Ortodoxia în China are, de asemenea, rădăcini rusești.

## Bisericile ortodoxe rusești

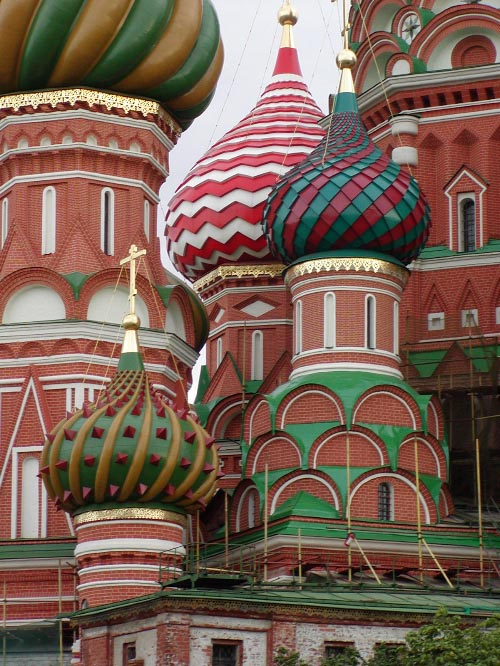
Prim-plan al cupolelor Catedralei "Sfântul Vasile Blajenîi"

Bisericile ortodoxe din Rusia au toate caracteristicile bisericilor ortodoxe din est și acestea le diferențiază de bisericile catolice. 
- Interioarele sunt bogat decorate cu fresce care acoperă întreaga suprafață a zidurilor, unele dintre ele înfățișând chipurile sfinților, imagini biblice sau scene din viața de zi cu zi.
- Pe tavanul cupolei se află portretul lui Iisus Pantokrator (Creatorul A Tot Ce Există). Icoanele lui Iisus Pantokrator subliniază, simultan, atât umanitatea lui, cât și divinitatea lui, aceasta având semnificația că Iisus este un om și, totuși, este Dumnezeu fără început și fără sfârșit.
- Nu există rânduri de bănci, ci numai câteva strane.
- Multe biserici au fost, sau mai sunt luminate cu lumânări, astfel că multe fresce au fost afumate și au nevoie de restaurări.
- Toate bisericile au suporturi pentru candele și lumânări în fața icoanelor. Credincioșii cumpără lumânări din standurile bisericilor și le aprind în fața icoanelor spunând rugăciuni pentru sufletele celor morți, sau pentru a primi ajutorul divin.

- Toate bisericile ortodoxe au un iconostas care separă naosul (nava bisericii) de altar. El este acoperit cu icoane, împiedicând vederea, dar permițând gândurilor credincioșilor să treacă..

Culorile cupolelor bisericilor ortodoxe ruse au următoarele semnificații:
- Negru - supunere. Cupolele negre sunt văzute la mânăstiri.
- Verde – Sfânta Treime.
- Albastru – Sfântul Duh.
- Auriu - Iisus. Cupolele aurii puse pe turnurile cilindrice au fost astfel construite pentru a arăta precum lumânările aprinse, dacă sunt privite din depărtare.

Cupolele argintii se întâlnesc în zilele noastre, culoarea neavând o semnificație deosebită, arătând că sunt proaspăt ridicate și nu a fost bani sau timp pentru a fi pictate în culorile tradiționale.
Numărul de cupole are, de asemenea, anumite semnificații:
- Una este cea care-L indică pe Iisus;
- Trei indică Sfânta Treime;
- Cinci îi indică pe Iisus și cei patru evangheliști.

Crucile din vârfurile unelor cupole au la baza lor o semilună așezată cu colțurile în sus. Aceasta este, de fapt, o cruce-ancoră, indicând că biserica este o corabie a credinței într-o mare de deșertăciuni. 
Multe biserici, Catedrala Sfântul Vasile din Moscova fiind cel mai cunoscut exemplu, nu sunt structuri simetrice. Acest lucru nu este întâmplător, fiind bazat pe credința că simetria este dușmanul frumuseții.